# Les Demoiselles de Suresnes
Les Demoiselles de Suresnes est un feuilleton télévisé français en 26 épisodes de treize minutes, réalisé par Pierre Goutas, et diffusé à partir du 15 avril 1968 sur la première chaîne de l'ORTF.

## Synopsis
Les histoires professionnelles et amoureuses de deux sœurs orphelines, Sylvette et Mireille, élevées par leur grand-mère à Suresnes, dans la banlieue ouest de Paris. La première est sténo-dactylo alors que la seconde souhaite devenir coiffeuse.

## Fiche technique
- Titre : Les Demoiselles de Suresnes
- Réalisateur : Pierre Goutas
- Scénario et dialogues : Jean Canolle

## Distribution
- Jacqueline Holtz : Mireille
- Catherine Lafond : Sylvette
- Madeleine Barbulée : Mamie
- Alain Franco : Jean-Paul
- Jean-Pierre Lamy : Jojo
- Gérard Croce : Gérard
- Johnny Monteilhet : Doudou
- Irène Ajer : Yolande
- Sonya Koch : Greta
- Jean Vinci : le patron
- Amarande : Sabine
- Nathalie Dalyan : Nathalie
- Raymond Bussières : le rouspéteur
- Marion Game : Muriel
- Nicole Chausson : Madeleine
- Françoise Petit : Joëlle

## Accueil
La série n'a pas rencontré un grand succès. Il faut cependant noter qu'elle fut diffusée pendant les évènements de Mai 68.

## Sortie DVD
- Les Demoiselles de Suresnes - l'intégrale (3 disques) : Édité par LCJ Éditions et Productions, 5 octobre 2016  ASIN : B01IABT5YW